# Нимруд
Нимруд (на арабски: النمرود) е арабското и арамейско име на древен асирийски град. Това име за селището се среща за първи път в трудовете на Карстен Нибур, който живял в Мосул през март 1760 г. В античността градът е бил известен на гръцки като Khalakh (χαλαχ), също писмено Kalhu, което по-късно е разпознато в библейския „Халах“ (на иврит: כלח).
Нимруд се намира на 30 km северно от Мосул и на 5 km южно от Селамия в Ниневинската равнина, в северна Месопотамия. Той е бил главният град на Асирийската империя между 1250 – 610 г. пр.н.е. Градът се намира на стратегическа позиция – на 10 km от мястото, където река Тигър среща притока си Заб. Градът е разположен на 360 хка. Развалините на града са намерени на по-малко от километър от днешния град Нуманея в провинция Ниневия, Ирак.
Археологическите разкопки започват през 1845 г., и са били проведени на интервали между 1845 и 1879 г., а след това от 1949 г. насам. Много интересни находки са открити, повечето от които се намират в иракски музеи или в Европа. Много от археологическите открития от Нимруд са пренесени в главните музеи през 19 век, включително Британският музей и Лувъра. През 2013 г. Съветът за научни изследвания на изкуството и хуманитарните науки на Великобритания (UK's Arts and Humanities Research Council) финансира проекта „Нимруд“, председателстван от Елеанор Робсън, чиито цели са да напише историята на града в Древността и сега, да идентифицира и запише историята за разпиляването на артефактите от Нимруд, разпределени между най-малко 76 музея по света (включително 36 в САЩ и 13 в Обединеното кралство).
През 2015 г. терористичната организация Ислямска държава в Ирак и Леванта (ИДИЛ) обявява намерението си да унищожи останките на града поради „неислямската“ им природа. През март 2015 иракското правителство съобщава, че активисти от ИДИЛ са използвали булдозери, за да унищожат останките на града. Видео, публикувано същия месец, показва как статуя на ламасу – същество с тяло на бик, крила и глава на човек – е унищожена от терорист посредством чук. Друго видео, качено онлайн през април 2015 г., показва останките на града, унищожавани от булдозери и експлозиви.

## Ранна история
Асирийският владетел Салманасар l (1274 – 1245 пр.н.е.) построил Нимруд по време на Средната Асирийска империя. Въпреки това, древният град Асур (Ашур) остава столица на Асирия, както си е била от 3500 г. пр.н.е.
Много историци, вкл. изследователят Джулиан Джейнс, вярват, че библейският герой Нимрод (чието име е дадено далеч по-късно от арабите на града) е вдъхновен от делата на реално съществувалия асирийски владетел Тукулти-Нинутра l (1244 – 1207 г. пр.н.е.), син на Салманасар l, мощен завоевател. Други вярват, че името на града е получено от асирийския бог Нинутра, чието главно светилище е в Нимруд.

### Столица на империята
Града получава централна роля, когато Ашурнасирпал II го превръща в столица на Новоасирийското царство за сметка на Ашур. Той строи огромен дворец и възстановява светилищата в града, които са занемарени по време на Тъмните векове между средата на 11 в. пр.н.е. и 10 в. пр.н.е.
Огромна церемония по откриване с празници и пищна гощавка през 879 г. пр.н.е. е описана на стела, открита при археологически разкопки. Градът на Ашурнасирпал II е населен с около 100 000 души и има ботанически градини и зоопарк. Неговият син, Салманасар III (858 – 824 г. пр.н.е.) построил монумент, познат като Великият зикурат и асоцииран храм.
Нимруд останал столица на Асирийската империя по време на царуването на Шамши-Адад V (822 – 811 г. пр.н.е.), царица Семирамида (810 – 806 г. пр.н.е.), Адад-нирари III (811 – 782 г. пр.н.е.), Салманасар IV (782 – 773 г. пр.н.е.), Ашур-дан III (772 – 755 г. пр.н.е.), Ашур-нирари V (754 – 746 г. пр.н.е.), Тиглат-Паласар III (745 – 727 г. пр.н.е.) и Салманасар V (726 – 723 г. пр.н.е.). Тиглат-Паласар III, в частност, провел основни строителни работи в града, както и въвел Източно-арамейският език като универсален език в империята, чиито диалекти все още издържат сред асирийците християни от региона.
Въпреки това, през 706 г. пр. Хр Саргон II (722 – 705 г. пр.н.е.) преместил столицата на империята в Дур-Шарукин, а след своята смърт, Синахериб (705 – 681 г. пр.н.е.) я преместил в Ниневия. Тя остава главен град на империята и царска резиденция, докато градът не бил до голяма степен разрушен по време на падането на Асирийската империя в ръцете на съюз, състоящ се от бившите и „подчинени“ – вавилонци, халдеи, меди, перси, скити и кимерийци (между 616 г. и 605 г. пр.н.е.).
Ниневинската провинция, където са руините на Нимруд, си остава главният център в Ирак на местно асирийско население (сега дори християни говорят Източно-Арамейски).

### Ашурнасирпал II
Ашурнасирпал II, който управлява от 883 до 859 г. пр.н.е., построил нови сгради в Нимруд. Хиляди работници работили по построяването на 8 километрова стена, ограждаща града, и огромен дворец. Намерени са много надписи, издълбани върху варовик, един от които гласи: „Дворец от кедър, кипарис, хвойна, чемшир, черница, фъстъчено дърво и тамариск за моето царско жилище за мое господарско удоволствие за вечни времена, основах на това място. Зверове от планините и моретата, ог бял варовик и алабастър, поставих аз на портите му“. Надписите описват също и грабеж в двореца: „Злато, сребро, олово, мед и желязо, плячката на моята ръка от земите, които покорих, в големи количества взех и поставих там“. Надписите описват и пищните пиршества, които владетелят организирал в чест на своите завоевания. Въпреки това, неговите жертви са били ужасени от неговите завоевания. Текстът също добавя: „Много от пленниците, които плених, изгорих с огън. Много от тях оставих живи; на някои от тях отрязах ръцете до китките, на други-носовете, ушите или пръстите; извадих очите на много от войниците; изгорих младите мъже и жени, а също и децата им“. За съдбата на победените е описана така: „Одрах кожата на благородниците, които въстанаха; и разпънах кожите им на колове“. Тези шокиращи способи дали резултат през 877 г. пр.н.е., когато след поход до Средиземно море, той обявил: „Аз почистих оръжията си в дълбоките морски води и извърших жертвоприношение на боговете“.

### Салманасар III
Синът на Ашурнасирпал II, Салманасар III (858 – 823 г. пр.н.е.), продължил делото на баща си. Той прекарал 31 години от 35-годишното си царуване във войни. След битката срещу широка арамейска коалиция при река Оронт той се похвалил: „Аз убих 14 000 техни войници с меч. Както Адад, аз ги наказах сурово. Аз разпръснах останките им надлъж и нашир, (и) покрих пустата равнина с телата им. С (моите) оръжия, аз накарах кръвта им да потече по равнината. Равнината беше прекалено малка, за да побере всички тела; широката равнина беше използвана, за да се засипят телата. С техните тела измерих реката и построих над нея мост“.
В Нимруд той построил палат, който надминава този на баща му. Той бил два пъти по-голям и покривал площ от 5 хка и включвал повече от 200 стаи.
През 828 г. пр.н.е. синът му въстанал срещу него и към въстанието се присъединили други 27 града, включително Ниневия и Ашур. Този конфликт продължил до 821 г. пр.н.е., 3 години след смъртта на Салманасар и по времето на управлението на неговия наследник – Шамши-Адад V (822 – 811 г. пр.н.е.).

## Археология

### Ранни описания и разкопки
Останките на град, наречен Лариса, разположен близко до Нимруд, са описани от Ксенофонт в неговия „Анабазис“ през V в. пр.н.е.
Подобно разположение е описано през Средновековието от няколко арабски географи: Ягут-ал-Хамави, Абул-Фида и Ибн Саид ал-Махриби, посочвайки името „Атур“ близо до Селамия.
Местността е описана по-детайлно от английския пътешественик Клаудиъс Рич през 1820 г., малко преди смъртта му. Рич разпознава в местността с руините града Лариса на Ксенофонт и отбелязва, че „местните вярват, че това някога е било град, а според един или двама по-добре осведомени, с които съм разговарял в Мосул, той е бил Ал Атур или Ашур, от който е взела името си цялата страна“.
Археолозите смятат, че градът е получил името от библейския Нимрод, легендарен герой-ловец. Въз основа на възможна интерпретация на името на града на клинопис като Levekh Хенри Роулинсън през 1850 г. го идентифицира като библейския Халах (на иврит: כלח; на гръцки: χαλαχ), също писмено Kalhu, посочен заедно с Нимро първод в Битие 10.
Битие 10 отбелязва: „От тая земя излезе и отиде в Асирия, та съгради Ниневия, Роовот-Ир, Халах и Ресен, между Ниневия и Халах (който е големият град)“. В средата на XIX век проблемът с идентифицирането на тези четири библейски имена с познатите асирийски руини е причина за разгорещенн дебат сред асиролозите. Площадката на Нимруд е посетена от Уилям Франсис Айнсуорт през 1837 г. и от Джеймс Филипс Флетчър през 1843 г. Ейнсуърт, подобно на Рич, разпознава мястото като Лариса на Ксенофонт, заключава, че Нимруд е библейският Ресен, базирайки се на идентификацията на Бохарт, и че Лариса е Ресен по етимологически причини. Флетчър пък смята, че това е Роовот-Ир, базирайки се на това, че град Бирта, описан от Птолемей и Амиан Марцелин, има същото значение като Роовот-Ир на иврит.
Разкопките в Нимруд са проведени от Остин Хенри Леърд между 1845 и 1847 г. и от 1849 до 1851 г. Преди 1850 г., Леърд вярва, че Нимруд е част от по-големия регион на Ниневия (дебатът за това кои са разкопките на Ниневия тогава все още не е разрешен), който също включва два хълма, смятани за „вярната Ниневия“, и нейните разкопки били публикувани. Хенри Роулинсън идентифицира града като библейския Халах, на базата на клинопис, четящ се „Levekh“, който може да бъде свързан с града, следвайки интерпретацията на Айнсуърт и Рич за Лариса на Ксенофонт като Нимруд.
След оттеглянето на Леърд, разкопките са поети от Хормузд Расам, самият той асириец, през 1853 – 54 г., а след това от Уилям Лофтъс през 1854 – 55 г.
След като Джордж Смит за кратко работи в местността през 1873 г. и след като Расам се завръща и работи в периода 1877 – 79 г., Нимруд не е обект на разкопки почти 60 години. През 1949 г. екип от Английското училище по археология в Ирак, воден от Макс Малоуан (Mallowan), подновил разкопките в Нимруд. От 1958 г. ръководител на разкопките е Дейвид Оутс (Oates), а след 1963 г. Джулиан Орчард.
Последвалата работа е под ръководството на Дирекцията на антиките на Република Ирак (1956, 1959 – 60, 1969 – 78 и 1982 – 92) Янус Мюзински (1974 – 76), Пало Флорина (1987 – 89) с подкрепата на Изследователския център за археологически разкопки в Торино, който се концентрира върху форт „Салманасар“, и Джон Къртис. От 1974 до преждевременната си смърт през 1976, Янус Мюзински, директор на Полския институт за средиземноморска археология, с разрешението на иракския проучващ екип, документира целия обект на диапозитивен филм и с черно-бели снимки. Всеки релеф, който остава на място, както и падналите, счупени парчета, които са били разпределени по стаите, са заснети. Мюзински, заедно с архитекта на проекта, Рихард Соболевски, проучват обстойно мястото и изготвят план на града.
Разкопките разкриват удивителни барелефи и скулптури. Статуя на Ашурнасирпал II е намерена в отлично състояние, представяйки владетели като огромни крилати лъвове с човешки глави, тежащи между 9,1 и 27 тона, като всеки от тях защитава един от входовете на двореца. Огромният брой надписи, които се отнасят за Ашурнасирпал II, предлагат по-детайлна информация за управлението му, отколкото за който и друг владетел от тази епоха. Намерени са дворците на Ашурнасирпал II, Салманасар III, Тиглат-Паласар III. Части от града са идентифицирани като светилища, посветени на Нинутра и Енлил, сграда, посветена на Набу, бога на изкуствата на писмеността, както и обширни укрепления.

### Находки
Леард открил повече от половин дузина двойки статуи-пазители, защитаващи входовете на двореца. Това са крилати статуи с глава на мъж и тяло на лъв или бик. Те имат триизмерна глава, а тялото отстрани е релефно. Те тежат до 27 тона. През 1847 Леард пренесъл две от тези статуи, тежащи 9 тона, едната от които е с тяло на лъв, а другата с тяло на бик, в Лондон. След 18 месеца и няколко неприятности той успял да ги принесе в Британския музей. Това включвало товаренето им в колесни колички. Те били спуснати чрез сложна система от макари и лостове, управлявана от десетки мъже. Количката била теглена от 300 мъже. Първоначално той опитал да тегли количката чрез биволски впряг. Все пак биволите отказали да тръгнат. След това ги натоварили на шлеп, за което били необходими 600 ангнешки и овчи кожи, за да се поддържа над повърхността. След пристигането им в Лондон била построена специална рампа, за да бъдат теглени по стълбите и на ролки в музея.
Друг 27 тонен колос бил транспортиран в Париж от Хорсабад от Пол Емили Бота през 1853 г. През 1928 г. Едуард Чиера също транспортирал 36 тонна статуя от Корзабад в Чикаго. Музей на изкуството „Метрополитън“ в Ню Йорк също притежава един образец.
Статуята на Ашурнасирпал II, стелата на Шамши-Адад V и стелата на Ашурнасирпал II са огромни скулптури с портрети на тези владетели, са осигурени на Британския музей от Лийърд и британският археолог Хормуз Расам. Пак в Британския музей се съхранява и известният „Черен обелиск на Салманасар lll“, открит от Лийърд през 1846 г. Той е висок 198,12 см. и чрез надписи и 24 релефни табла възхвалява победоносните военни кампаннии на владетеля между 859 – 824 г. пр.н.е. На върха обелискът е офрмен като кула на светилище и завършва с три стълби.
Множество забележителни асирийски релефни пана са били демонтирани от дворците и са изложени в различни музеи по света, например в Британския музей. Релефите изобразяват ловни и бойни сцени, ритуали и процесии. „Нимрудските плаки“ са голяма група от резбована слонова кост, първоначално вероятно от декоративни мебели и други обекти, които били доставени в Нимруд от няколко области на Близкия изток, и били в килера на двореца. Тези релефи се намират предимно в Британския музей и Националния музей на Ирак, както и на други места. Друг килер съдържал „нимрудските купи“, около 120 големи бронзови купи и блюда, които също са пренесени в големи музеи на Ирак и Европа.
„Съкровището от Нимруд“, открито при разкопки, е колекция от 613 златни накити, бижута и скъпоценни камъни. То е оцеляло, тъй като по време на Войната в Залива през 1990 г. е затворено в банков трезор, който е бил наводнен; след повече от 12 години, на 5 юни 2003 г., то е било пренамерено.

### Забележителни надписи
Една плоча от Черния обелиск на Салманасар III, който включва името „mIa-ú-a mar mHu-um-ri-i“. Докато Ролинсън превел надписа през 1850 г. като „Яхуа, син на Хубири“, година по-късно преподобният Едуард Хинкс предположил, че се отнася до цар Яху на Израил. Въпреки че съществуват и други интерпретации, обелискът се разглежда от библейските изследователи като най-ранното споменаване на израилтяните.
Много други артефакти, свързани с библейската история, са открити в местността, като например „Плочките от Нимруд“. Двуезичните „Асирийски лъвски теглилки“ са важни за разкриване на историята на азбуката.

## Галерия
- Плака от слонова кост от Нимруд, от уникален златен лист (Британски музей)
- Ашурнасирпал II (Лувър)
- Ашурнасирпал II (Музей на изкуството, Лос Анджелис)
- Лов на лъвове (Пергамският музей, Берлин)
- Lamassu, Stelas, Statue, Relief Panels, including the Black Obelisk of Shalmaneser III (British Museum)
- Lamassu of Tiglath-pileser III (British Museum)
- Град под обсада (Британски музей)
- Конна битка (Британски музей)
- Божество с глава на орел (Музей на изкуството, Лос Анджелис)
- Lamassu (Metropolitan Museum)
- Релеф на крилат дух (Художествен музей в Балтимор, Мериленд)
- Two Nimrud ivories made in Egypt (British Museum)
- Стела на Шамши-Адад V, висока 195,2 см. и широка 92,5 см.
- Двама стрелци (Ермитажа)
- Genius and tree of life (Istanbul Museum)
- Дърво на живота (Brooklyn Museum)